# Quận Newberry, South Carolina
Quận Newberry là một quận trong tiểu bang Nam Carolina. Theo điều tra dân số năm 2000, quận có dân số 36.108 người, năm 2005, ước tính dân số quận là 37.250 người, Quận lỵ đóng ở Newberry.6

## Địa lý
Theo Cục điều tra dân số Hoa Kỳ, quận có tổng diện tích 647 dặm Anh vuông (1.676 km²), trong đó, 631 dặm Anh vuông (1.634 km²) là diện tích đất và 17 dặm Anh vuông (43 km²) trong tổng diện tích (2,55%) là diện tích mặt nước.

### Các quận giáp ranh
- Quận Union, South Carolina - Bắc
- Quận Fairfield, South Carolina - Đông
- Quận Lexington, South Carolina - Đông nam
- Quận Richland, South Carolina - Đông nam
- Quận Saluda, South Carolina - Nam
- Quận Greenwood, South Carolina - Tây nam
- Quận Laurens, South Carolina - Tây bắc

### Các khu bảo tồn quốc gia
- Rừng quốc gia Sumter (một phần)

## Thông tin nhân khẩu
Theo cuộc điều tra dân số2 tiến hành năm 2000, quận này có dân số 36.108 người, 14.026 hộ, và 9.804 gia đình sinh sống trong quận này. Mật độ dân số là 57 người trên mỗi dặm Anh vuông (22/km²). Đã có 16.805 đơn vị nhà ở với một mật độ bình quân là 27 trên mỗi dặm Anh vuông (10/km²).  Cơ cấu chủng tộc của dân cư sinh sống tại quận này gồm 64,02% người da trắng, 33,12% người da đen hoặc người Mỹ gốc Phi, 0,28% người thổ dân châu Mỹ, 0,29% người gốc châu Á, 0,09% người các đảo Thái Bình Dương, 1,30% từ các chủng tộc khác, và 0,90% từ hai hay nhiều chủng tộc.  4,25% dân số là người Hispanic hoặc người Latin thuộc bất cứ chủng tộc nào.
Có 14,026 hộ trong đó có 30,40% có con cái dưới tuổi 18 sống chung với họ, 49,20% là những cặp kết hôn sinh sống với nhau, 16,10% có một chủ hộ là nữ không có chồng sống cùng, và 30,10% là không gia đình. 26,50% trong tất cả các hộ gồm các cá nhân và 12,00% có người sinh sống một mình và có độ tuổi 65 tuổi hay già hơn.  Quy mô trung bình của hộ là 2,50 còn quy mô trung bình của gia đình là 2,99,
Cơ cấu độ tuổi dân cư quận này như sau 24,10% dưới độ tuổi 18, 9,80% từ 18 đến 24, 27,60% từ 25 đến 44, 23,70% từ 45 đến 64, và 14,70% người có độ tuổi 65 tuổi hay già hơn.  Độ tuổi trung bình là 37 tuổi. Cứ mỗi 100 nữ giới thì có 93,20 nam giới. Cứ mỗi 100 nữ giới có độ tuổi 18 và lớn hơn thì, có 89,80 nam giới.
Thu nhập bình quân của một hộ ở quận này là $32.867, và thu nhập bình quân của một gia đình ở quận này là $40.580, Nam giới có thu nhập bình quân $29.871 so với mức thu nhập $21.274 đối với nữ giới. Thu nhập bình quân đầu người của quận là $16.045, Khoảng 13,60% gia đình và 17,00% dân số sống dưới ngưỡng nghèo, bao gồm 23,80% những người có độ tuổi 18 và 16,00% là những người 65 tuổi hoặc già hơn.

## Thị trấn
- Little Mountain
- Newberry
- Peak
- Pomaria
- Prosperity
- Silverstreet
- Whitmire